# Pawieł Woronin
Pawieł Andriejewicz Woronin (ros. Павел Андреевич Воронин, ur. 29 czerwca?/12 lipca 1903 w Kałudze, zm. 8 września 1984 w Moskwie) – zastępca ludowego komisarza przemysłu lotniczego ZSRR (1940–1946), dwukrotny Bohater Pracy Socjalistycznej (1941 i 1982).

## Życiorys
Skończył szkołę średnią, pracował na kolei, od 1920 pracował w moskiewskim zakładzie lotniczym nr 1 jako robotnik, majster, szef warsztatu, a w końcu dyrektor. Ukończył wieczorowe technikum i Wieczorowy Instytut Budowy Maszyn, w 1936 wraz z grupą specjalistów na 8 miesięcy został delegowany służbowo do USA dla zapoznania się z produkcją lotniczą, w 1940 mianowano go zastępcą ludowego komisarza przemysłu lotniczego ZSRR. Po ataku Niemiec na ZSRR kierował ewakuacją zakładów lotniczych na wschód i zajmował się seryjną produkcją samolotów dla frontu, 19 sierpnia 1944 otrzymał stopień generała majora służby inżynieryjno-lotniczej, 1946-1950 był dyrektorem fabryki lotniczej nr 30, później dyrektorem fabryki "Znamia Truda" powstałej z połączenia fabryk nr 30 i nr 381. W czasie gdy był dyrektorem, fabryka wyprodukowała modele samolotów MiG-9, MiG-19, MiG-21, MiG-23, MiG-25 i inne. Został pochowany na Cmentarzu Nowodziewiczym.

## Odznaczenia i nagrody
- Medal Sierp i Młot Bohatera Pracy Socjalistycznej (dwukrotnie – 8 września 1941[1] i 2 lutego 1981)
- Order Lenina (siedmiokrotnie)
- Order Rewolucji Październikowej (1974)
- Order Suworowa] II klasy (19 sierpnia 1944)
- Order Kutuzowa I klasy (16 września 1945)
- Order Czerwonego Sztandaru Pracy (31 grudnia 1940)
- Nagroda Leninowska (1976)

I medale.